# Háznagy
A háznagy  általában valamely intézet felügyeletével megbízott személy. Az országgyűlési háznagy  tisztsége Magyarországon a második világháború után megszűnt. 2013-tól ismét van az Országgyűlésnek háznagya.

## A szó eredete
A szó a latin majordomus (maior domus) szóból ered, amely középkori cím és tisztség volt. A szó  valószínűleg német nyelvi közvetítéssel (Hausmeier) terjedt el a magyar nyelvben is.  (A neves frank majordomusok, Martell Károly és Kis Pipin tisztségét is gyakran háznagyként említik.)  A majordomus  eredetileg a király udvartartásának, seregének és egész gazdaságának vezetője volt, később főbíró is a király mellett. 

## Története Magyarországon
A két világháború között mind a képviselőháznak, mind a felsőháznak külön-külön háznagya volt.  A háznagynak mint tisztségviselőnek a feladatai közé tartozott
- a Ház helyiségeinek, karzatainak  felügyelete,
- a tagok lakásának  nyilvántartása,
- gondoskodás a hivatalos iratok illetve a belépőjegyek szétosztásáról és
- a házelnök támogatása a rend fenntartásában.[2]

Az előírások szerint a Ház által az országgyűlés egész tartamára választott háznagy hivatalos működése a Ház feloszlatásakor is tartott; ekkor a háznagy a belügyminiszter hatósága alatt állt. A háznagy működése az országgyűlés befejeztével az új háznagy megválasztásáig tovább tartott.

## A hatályos magyar jog szerint
2013-tól ismét van az Országgyűlésnek háznagya, Mátrai Márta személyében.